# Corumbaense Futebol Clube
Il Corumbaense Futebol Clube, noto anche semplicemente come Corumbaense, è una società calcistica brasiliana con sede nella città di Corumbá, nello stato del Mato Grosso do Sul.

## Storia
Il club è stato fondato il 1º gennaio 1914. Il club ha partecipato al Campeonato Brasileiro Série A nel 1985.

## Palmarès

### Competizioni statali
- Campionato Sul-Mato-Grossense: 2

1984, 2017
- Campeonato Sul-Mato-Grossense Série B: 1

2006